# Mark Murphy (football américain)
(en) Statistiques sur pro-football-reference
Mark Hodge Murphy (né le 13 juillet 1955 à Fulton) est un joueur américain de football américain et actuel président des Packers de Green Bay depuis 2007.

## Carrière

### Joueur
Mark joue à l'université Colgate. Il n'est sélectionné par aucune équipe lors du draft de 1977 de la NFL et signe peu de temps après avec les Redskins de Washington. Murphy joue le Super Bowl XVII avec les Redskins contre les Dolphins de Miami et intercepte une passe de David Woodley. Il fait sa meilleure saison en 1983 où il effectue neuf interceptions et est appelé à jouer le Pro Bowl 1983. Il est aussi pendant un moment le représentant des joueurs des Redskins à l'association des joueurs de la NFL (NFL Players Association).
Murphy arrête sa carrière après la saison 1984 et affiche les statistiques suivantes en huit saisons : vingt-sept interceptions, six fumbles récupérés en 109 matchs.

### Administrateur
Il déménage à Hamilton et devient le directeur athlétique de l'université Colgate, là où il a fait ses études. En 2004, il est le nouveau directeur athlétique de l'université Northwestern jusqu'en 2008 avant de laisser son poste car il est nommé président et CEO des Packers de Green Bay. Le 6 février 2011, les Packers remportent le Super Bowl XLV.